# タイムズ文芸付録
『タイムズ文芸付録』 (タイムズぶんげいふろく、The Times Literary Supplement (TLS)) は、ニューズ・コープ傘下にあるロンドンのニューズUKが発行する、週刊の文芸雑誌である。世界各国のあらゆる分野の新刊の書評を中心に掲載している。

## 概要
『タイムズ文芸付録』は1902年にイギリスの日刊新聞『タイムズ』の付録として創刊された。その後、1914年に独立して刊行されるようになった。T・S・エリオット、ヘンリー・ジェイムズ、ヴァージニア・ウルフといった多くの著名な作家が寄稿した。初代編集長はジェームズ・サーズフィールドであったが、まもなくブルース・リッチモンドが編集長となり、彼は1937年までその職を務めた。
1932年には『タイムズ』と共に『タイムズ文芸付録』も印刷活字をTimes New Romanに変えたが、それに携わったスタンレー・モリスンは、1945年から1947年まで『タイムズ文芸付録』の編集長を務めた。
1974年までは批評は通常匿名であったが、ジョン・グロスが編集長になってから署名入り批評が導入されるようになった。これは大変な議論を呼んだ。「匿名批評は他の出版社では一般的だったかもしれないが、その時代は過ぎた」とグロスは語り、「私は個人的に、批評者は自分の主張に責任を持つべきだと考えている」と付け加えた。
TLSのオフィスはロンドンのニューズビルに本拠地がある。編集長は2020年6月から、スティッグ・エイベルの後を継いだマーティン・イヴェンスが務めている。
TLSには、D・M・トーマス、ジョン・アッシュベリー、イタロ・カルヴィーノ、パトリシア・ハイスミス、ミラン・クンデラ、フィリップ・ラーキン、マリオ・バルガス・リョサ、ヨシフ・ブロツキー、ゴア・ヴィダル、オルハン・パムク、ジェフリー・ヒル、そしてシェイマス・ヒーニーなど多くの作家のエッセイ、批評、詩が掲載されている。
2010年のノーベル文学賞を受賞した小説家のマリオ・バルガス・リョサはTLSについて、「私が話している5か国語の中で、最も真面目で、権威があり、ウィットに富み、多様で刺戟のある文芸誌だ」と書いているように、多くの作家がこの刊行物を必要不可欠だと評価している。

## 歴代編集長
- 1902年: ジェームズ・サーズフィールド（英語版）
- 1902年: ブルース・リッチモンド（英語版）
- 1938年: デビッド・マレー（英語版）
- 1945年: スタンレー・モリソン
- 1948年: アラン・プライス＝ジョーンズ（英語版）
- 1959年: アーサー・クルック（英語版）
- 1974年: ジョン・グロス（英語版）
- 1981年: ジェレミー・トレグロウン（英語版）
- 1991年: フェルディナンド・マウント（英語版）
- 2003年: ピーター・ストサード（英語版）
- 2016年: スティッグ・エイベル（英語版）
- 2020年: マーティン・イヴェンス（英語版）